# Jumbo V
Jumbo V ist die Bezeichnung eines Stahlachterbahnmodells des Herstellers Schwarzkopf GmbH. Premiere feierte sie als Münchner Super 8 Bahn unter dem deutschen Schausteller Kinzler, wo sie auf Volksfesten eingesetzt wurde. Danach wurde sie in verschiedenen Freizeitparks eingesetzt. Mittlerweile steht sie im britischen Pleasurewood Hills. Vermutlich wurde von Jumbo V nur eine Anlage gebaut.
Die 530 m lange Strecke erstreckt sich über eine Grundfläche von 44,3 m × 24,45 m und erreicht eine Höhe von 16 m. Es können maximal fünf Züge eingesetzt werden, wovon jeder Zug aus zwei Wagen mit Platz für jeweils vier Personen (zwei Reihen à zwei Personen) besteht. Die Züge werden durch einen Reibradlifthill in die Höhe transportiert. Maximal 1200 Personen pro Stunde können somit mit Jumbo V fahren. Die gesamte Anlage hat ein Gewicht von rund 140 t und hat einen Anschlusswert von 80 kW.

## Standorte
| Achterbahn                                    | Betreiber                                 | Land                           | Eröffnung                | Schließung                 |
| --------------------------------------------- | ----------------------------------------- | ------------------------------ | ------------------------ | -------------------------- |
| Cannonball Express Super Figure Eight Jumbo 5 | Pleasurewood Hills Funland Park Meli Park | Vereinigtes Königreich Belgien | 1995 1985–1990 1983–1984 | 1990–1995 1984 oder später |